# Big Shot
Big Shot ist eine US-amerikanische Jugend-Dramedy-Serie, die von Dean Lorey und David E. Kelley nach einer Idee des Schauspielers und Comedian Brad Garrett entwickelt wurde. Hauptdarsteller John Stamos spielt einen temperamentvollen College-Basketball-Trainer, der nach einem Wutausbruch gefeuert wird und nun Mädchen an einer privaten High School trainieren und unterrichten muss. Die Premiere der Serie fand am 16. April 2021 auf Disney+ statt. Premiere der zweiten Staffel war am 16. Oktober 2022. Im Februar 2023 wurde die Serie nach zwei Staffeln eingestellt.

## Handlung
Als der erfolgreiche aber zugleich temperamentvolle Männer-Basketball-Coach Marvyn Korn seinen Job am College und bei der NCAA verliert, nachdem er einen Stuhl auf einen Schiedsrichter geworfen hatte, findet er aufgrund seines ramponierten Rufs nur noch eine Anstellung an der Westbrook School for Girls, einer privaten High School für Mädchen. Marvyn sieht die Spielerinnen der Westbrook lediglich als kurzen Boxenstopp auf dem Weg zurück in den College-Basketball, und auch die Mädchen selber sehen sich nicht als ernsthafte Konkurrenz. Zudem ist ihm die Westbrook-Gemeinschaft im Ganzen feindlich gegenüber eingestellt.
Doch schon sehr bald erkennt der emotionslose und stoische Marvyn, dass die Mädchen im Teenageralter mehr als nur liebevolle Strenge und zweimal Training am Tag benötigen. Sie brauchen einen aufrichtigen Coach, der hinter ihnen steht und der ihnen nicht nur stupide die pure Theorie vermittelt. Indem Coach Korn herausfindet, wie er am besten mit seinen Spielerinnen interagiert, entwickelt er mehr Empathie und Verletzlichkeit und entwickelt sich schließlich dabei zu dem Mann, der er insgeheim schon immer sein wollte, sowie zu dem Vater, den er nie hatte. In der Zwischenzeit lernen die Mädchen, sich selbst ernst zu nehmen, und entwickeln sich in vielerlei Hinsicht immer weiter, wodurch sich die Mädchen gemeinsam mit den hohen Qualitätsansprüchen von Marvyn an Basketball messen können. Auch lernen die Mädchen, sowohl auf als auch außerhalb des Feldes Fuß zu fassen.

## Produktion

### Entwicklung
Im Oktober 2019 bestellte Disney+ eine zehnteilige erste Staffel der Serie, deren ursprüngliche Idee von dem Schauspieler Brad Garrett stammt. Er stellte sie David E. Kelley vor, der die Serie schließlich zusammen mit Dean Lorey entwickelte. Das Trio fungiert zusammen mit Bill D’Elia als Executive Producer der Serie, die durch ABC Signature produziert wird. Lorey schrieb das Drehbuch zur ersten Folge, die von D’Elia inszeniert wurde. Im September 2021 wurde die Serie um eine zweite Staffel verlängert.

### Casting
John Stamos wurde für die Hauptrolle gecastet. Ende Oktober 2019 wurden weitere Hauptdarsteller bekannt gegeben, darunter Shiri Appleby als Co-Trainerin, Yvette Nicole Brown als Dekanin der Schule, Richard Robichaux als George sowie Sophia Mitri Schloss, Nell Verlaque, Tiana Le, Monique Green, Tisha Custodio und Cricket Wampler. Im Januar 2020 wurde bekannt, dass die Rolle der Co-Trainerin mit Jessalyn Gilsig neu besetzt wurde, um das Alter der Figur an die von John Stamos anzupassen. Am 19. November 2020 wurde mitgeteilt, dass Keala Settle und Emery Kelly wiederkehrenden Rollen haben.

### Dreharbeiten
Die Dreharbeiten begannen im November 2019. Im März 2020 wurden die Dreharbeiten aufgrund der COVID-19-Pandemie vorerst pausiert. Die Dreharbeiten wurden im November 2020 nach einem positiven Testergebnis für einen Tag unterbrochen, das sich später jedoch als fehlerhaft erwies. Im Dezember 2020 wurden die Dreharbeiten nach einem erneuten positiven Testergebnis für den Rest des Jahres ausgesetzt. Sie wurden Anfang Januar 2021 in Los Angeles fortgesetzt, mussten jedoch nach einem erneuten positiven COVID-19-Test Ende des Monats wieder unterbrochen werden.

## Besetzung und Synchronisation
Die deutschsprachige Synchronisation entstand nach den Dialogbüchern von Jill Böttcher und Christian Langhagen sowie unter der Dialogregie von Jill Böttcher und Ulrike Heiland durch die Synchronfirma SDI Media Germany in Berlin.
| Rolle                      | Schauspieler         | Synchronsprecher     |
| -------------------------- | -------------------- | -------------------- |
| Marvyn Korn                | John Stamos          | Frank Schaff         |
| Holly Barrett              | Jessalyn Gilsig      | Gundi Eberhard       |
| George Pappas              | Richard Robichaux    | Bernhard Völger      |
| Emma Korn                  | Sophia Mitri Schloss | Moira May            |
| Louise Gruzinsky           | Nell Verlaque        | Victoria Frenz       |
| Destiny Winters            | Tiana Le             | Giovanna Winterfeldt |
| Olive Cooper               | Monique Green        | Laura Elßel          |
| Carolyn „Mouse“ Smith      | Tisha Eve Custodio   | Marie Hinze          |
| Samantha „Giggles“ Finkman | Cricket Wampler      | Daniela Molina       |
| Sherilyn Thomas            | Yvette Nicole Brown  | Almut Zydra          |

## Episodenliste

### Staffel 1
| Nr. (ges.) | Nr. (St.) | Deutscher Titel        | Originaltitel            | Erstveröffentlichung (USA) | Deutschsprachige Erstveröffentlichung (D/A/CH) | Regie         | Drehbuch                                    |
| ---------- | --------- | ---------------------- | ------------------------ | -------------------------- | ---------------------------------------------- | ------------- | ------------------------------------------- |
| 1          | 1         | Pilot                  | Pilot                    | 16. Apr. 2021              | 16. Apr. 2021                                  | Bill D'Elia   | David E. Kelley & Dean Lorey & Brad Garrett |
| 2          | 2         | Der Marvyn-Korn-Effekt | The Marvyn Korn Effect   | 23. Apr. 2021              | 23. Apr. 2021                                  | Bill D'Elia   | Alyson Fouse                                |
| 3          | 3         | Der Neuzugang          | TCKS                     | 30. Apr. 2021              | 30. Apr. 2021                                  | Ron Underwood | Cary Bickley                                |
| 4          | 4         | Verhandlungsgeschick   | Great in the Living Room | 7. Mai 2021                | 7. Mai 2021                                    | Bola Ogun     | Chris Marrs                                 |
| 5          | 5         | Das ist unser Haus!    | This is our House        | 14. Mai 2021               | 14. Mai 2021                                   | Viet Nguyen   | Leslie Schapira                             |
| 6          | 6         | Das Carlsbad-Chaos     | Carlsbad Crazies         | 21. Mai 2021               | 21. Mai 2021                                   | Ron Underwood | Jacquie Walters                             |
| 7          | 7         | Komm schon, Korn!      | Kalm Korn                | 28. Mai 2021               | 28. Mai 2021                                   | Barbara Brown | Kim Newton                                  |
| 8          | 8         | Alles für mich         | Everything to Me         | 4. Juni 2021               | 4. Juni 2021                                   | Ron Underwood | Erin Weller & Kate Heckman                  |
| 9          | 9         | Beth Macbeth           | Beth MacBeth             | 11. Juni 2021              | 11. Juni 2021                                  | Barbara Brown | Arielle Díaz                                |
| 10         | 10        | Marvyns Spielzugbuch   | Marvyn's Playbook        | 18. Juni 2021              | 18. Juni 2021                                  | Bill D'Elia   | Wendy Mericle & John R. Montgomery          |

### Staffel 2
| Nr. (ges.) | Nr. (St.) | Deutscher Titel     | Originaltitel         | Erstveröffentlichung (USA) | Deutschsprachige Erstveröffentlichung (D/A/CH) | Regie           | Drehbuch                             |
| ---------- | --------- | ------------------- | --------------------- | -------------------------- | ---------------------------------------------- | --------------- | ------------------------------------ |
| 11         | 1         | Ava Fever           | Ava Fever             | 12. Okt. 2022              | 12. Okt. 2022                                  | Bill D'Elia     | Melanie Kirschbaum & Alexandra Decas |
| 12         | 2         | Jungs!              | BOYS!                 | 12. Okt. 2022              | 12. Okt. 2022                                  | Ron Underwood   | Jenniffer Gómez                      |
| 13         | 3         | Saisonauftakt       | Tipoff                | 12. Okt. 2022              | 12. Okt. 2022                                  | Viet Nguyen     | Chris Marrs                          |
| 14         | 4         | Achterbahnfahrt     | 17 Candles            | 12. Okt. 2022              | 12. Okt. 2022                                  | Ruba Nadda      | Leslie Schapira                      |
| 15         | 5         | Sportfest           | Field Day             | 12. Okt. 2022              | 12. Okt. 2022                                  | Ken Whittingham | Brittney Jeng & Dom Woolridge        |
| 16         | 6         | Es wird alles gut   | It's Going to Be Okay | 12. Okt. 2022              | 12. Okt. 2022                                  | Nimisha Mukerji | Dean Lorey & Leslie Schapira         |
| 17         | 7         | Mädchen gegen Jungs | Playing House         | 12. Okt. 2022              | 12. Okt. 2022                                  | Barbara Brown   | Philip Hoover & Kate Zasowski        |
| 18         | 8         | Schulball           | Prom!                 | 12. Okt. 2022              | 12. Okt. 2022                                  | Daniel Willis   | Melanie Kirschbaum & Alexandra Decas |
| 19         | 9         | Nachhilfe           | Parent Trap           | 12. Okt. 2022              | 12. Okt. 2022                                  | Barbara Brown   | Jenniffer Gómez & Abigail Jensen     |
| 20         | 10        | Weiter geht‘s       | Moving On             | 12. Okt. 2022              | 12. Okt. 2022                                  | Bill D'Elia     | Dean Lorey & Vanessa McCarthy        |